# Mixték írás

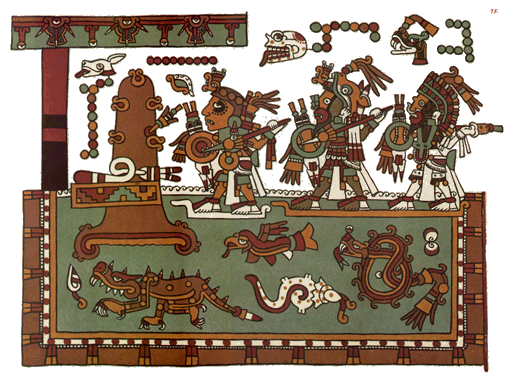
Példa a mixték írásban történő nonverbális kommunikációra használt képi ábrázolásokra. Ezen a képen, amely a Zouche-Nuttall kódex egyik másolatában található, néhány harcos egy falut fosztogat.

A mixték írás közép-amerika történelmének posztklasszikus időszakában létrejövő logografikus írásrendszer. A kolumbusz előtti mixték kódexekben genealógiai feljegyzések, történelmi események és kulturális elbeszélések találhatók. Az európaiak 1520-as érkezése változásokat okozott a mixték írás szerkezetében, stílusában és funkciójában. Ma ezeket a kódexeket és más mixték írott forrásokat a tudósok néprajzi, nyelvészeti és történelmi információk forrásaként használják, és segítenek megőrizni a mixtékek identitását, miközben a migráció és a globalizáció új kulturális hatásokat hoz e nép életében.

## Mixték történelem
A mixtékek Közép-Amerika egyik őslakos népe, akik a mai Mexikó nyugati részén, Oaxaca államban, Guerrero keleti részén és Puebla déli részén élnek. A mixtékek története a nép kialakuládának időszakig nyúlik vissza, és klasszikus és posztklasszikus időszakokra felosztva egészen az európaiak 1520-as érkezéséig nyomonkövethető. A régiót ma is mixtékek és a mixték nyelvet beszélő népek lakják. Az európaiak érkezése előtt eltelt 2500 év alatt a mixtékek összetett társadalmi és gazdasági szokásokat alakítottak ki, hatékonyan hasznosították változatos környezetüket, írásrendszert hoztak létre, és megőrizték függetlenségüket más közép-Amerikai őslakos népekkel, például az aztékokkal szemben.
A mixték nyelv az otomangue nyelvcsalád tagja, amely egy közép-amerikai nyelvcsalád, ide tartozik a zapoték nyelv is, egy másik őslakos nyelv, amelyet Oaxaca államban beszélnek. A mixtek nyelvet beszélő népcsoportok i. e. 1500-750 között érkezhettek Oaxaca-ba, főként Alta régióba. A mezőgazdaság képezte a mixték civilizáció alapját, a mezőgazdasággal foglalkozó falvak megjelenése i. e. 1350-re datálható. Ma a mixték nyelvet még mindig beszélik Oaxaca-ban és a szomszédos Puebla és Guerrero régiókban, bár a migráció miatt a mixtékek egyre inkább Mexikó más részeire és az Egyesült Államokba költöznek.
A mixték civilizáció kora klasszikus időszakában, Kr. e. 200 és Kr. u. 300 között, társadalmuk egyre összetettebbé vált, és hierarchikus településrendszert hoztak létre. A műtárgyak és az építészet funkcionális és társadalmi különbségeket tükröznek. Városi központok alakultak ki, amelyek közül az első Yucuita (mixték nyelven Yúku'ita) volt. Ez a település lehetett a korai klasszikus korszak legnagyobb és legösszetettebb városi központja, és 500 évig létezett. Úgy gondolják, hogy ebben az időszakban a mixték államok fővárosa lehetett. A késő klasszikus korszak a korai klasszikus korszak sikereinek és fejlődésének folytatása volt.
A posztklasszikus korszak 1000-től kezdődött és az európaiak 1519-es érkezésével ért véget. Ebben az időszakban a régióban apró királyságok, (spanyol forrásokban señorios és cacicazgos) uralták, amelyek a korábbi városi központok köré csoportosultak. Ebben az időben érte el a mixtékek népessége a legnagyobb létszámát, bár a monumentális városi építkezések száma csökkent; a területeket és építményeket karbantartották és újrahasznosították, az új szertartási központok és építkezések ugyanakkor kevésbé voltak számottevőek és kevésbé lenyűgözőek. Ennek ellenére a mixtékek ebben az időszakban jelentős hatást gyakoroltak Közép-Amerikára. A régészeti leletek bizonyítják, hogy a szomszédos régiók hatással voltak a mixtékek művészetére és kultúrájára a korábbi időszakokban, míg a posztklasszikus időszakban ez a szerep megfordult, és a mixtékek gyakoroltak hatást a régióra és a szomszédos kultúrákra. Ez a kultúra megosztása a kolumbusz előtti Közép-Amerika írásrendszereiben is megtalálható, mivel a fonetikai elemek és szimbólumok kultúráktól függetlenül működtek.

A spanyolok 1520-as megérkezése oaxaca-ba a gyarmati időszak kezdetét jelentette. A mixtékek csak csekély ellenállást tanúsítottak. Az encomienda rendszer 1525 és 1530 között jött létre a régióban, a katolikus papok 1538-ban kezdték meg a mixtékek megtérítésére irányuló erőfeszítéseiket. A spanyol befolyás megérkezése változásokat hozott a mixtékek kultúrájában, amint azt a mixték írrásrendszer fejlődésének további példájiban látni fogjuk.

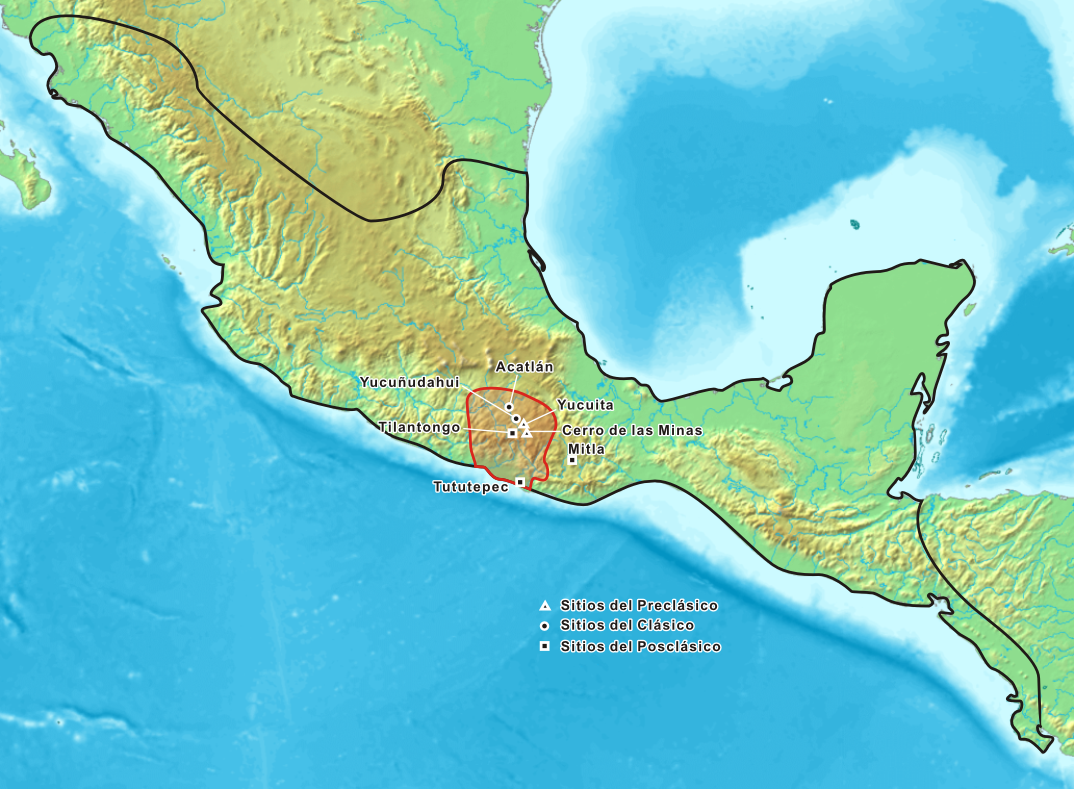
Egy térkép, amely a mixtékek területét ábrázolja. A preklasszikus területeket háromszög jelöli, a klasszikus helyszíneket kerek pontok, a posztklasszikus helyszíneket pedig négyzetek.

## Mixték írás és kódexek
A mixték írás logografikusnak minősül, ami azt jelenti, hogy a használt karakterek és képek teljes szavakat és fogalmakat jelölnek, nem pedig szótagokat vagy hangokat. Az írásrendszerben a képi elemek közötti kapcsolatok jelzik a szöveg jelentését, míg más közép-amerikai írásredszerekben a képi ábrázolások nem épülnek be a szövegbe.
A mixték írás karakterei három típusba sorolhatók: képjelek, ideografikus szimbólumok és hangokat ábrázoló jelek.
- A képjelek hasonlíthatnak az általuk ábrázolt tárgyra, és egy vagy több szót jelölhetnek. Gyakran találhatók személy- és helynevekben.
- Az ideogramok megértéséhez nem szükséges a mixték nyelv ismerete, mivel a régió más nyelveiben is megtalálhatók, és az általuk ábrázolt fogalmat jelölik. Ezeket a jelket ideogramoknak vagy ideográfoknak is nevezik.[3][4]
- A fonológiai jelek fontosak a szavak jelentése szempontjából, mivel a mixték nyelv tonális nyelv. A tonális nyelvek a szavak kiejtésének különféle kiejtésével különböztetik meg azok jelentését. A fonológiai elemek jelzik a szó hangsúlyát, vagy a kifejezni kívánt szó egyik homonimáját jelölik.

A mixték írásrendszer eredete ismeretlen, de más Koluubusz elótti közép-amerikai írásrendszerek, például az azték írás, hasonló vonásokkal rendelkeznek. A mixték írásrendszere olyan kódexekben található meg, amelyek a posztklasszikus időszakból, az európaiak 1520-as érkezése előtti időből származnak. A mixték kódexek díszített fakéreg- és állatbőrcsíkokra írt szövegek. A kódex kifejezést a kutatók általában európai eredetű, kézzel írt könyvekre alkalmazzák, de a tudósok a közép-amerikai írott szövegeket is ezzel a megnevezéssel illetik. A mixték kódexeket úgy készítették, hogy a fák kérget harmonikához hasonló könyvvé hajtogaták, vagy a kérgcsíkokat és a bőrt gipsszel vonták be, hogy sima írófelületet kapjanak.
A kódexekben gyakran előforduló témák a uralkodók és más befolyásos személyiségek életrajzai, az előkelő családok genealógiai feljegyzései, mitológiai történetek és szertartások leírásai. Az életrajzi kódexek tartalma elfogult lehet, mivel az érintett személyek diktálhatták, hogy mely eseményeket és információkat szeretnék beleírni. Kiderült, hogy több kódex tanulmányozásával jobban meg lehet vizsgálni az adott személy vagy régió történelmét a különböző események és leírások alapján.
Példa fennmaradt mixték kódexekre a Zouche-Nuttall, amely ma a British múzeumban található. Ez a kódex a mixték történelem számos eseményét rögzíti, köztük néhány hódítást a 11. és 12. század között, valamint néhány szövetségi rendszer megkötését. Témája ellenére a kódex a 14. században készült.
A spanyolok 1520-as érkezése után a mixték írásrendszer keveredett az európai írásstílusokkal és motívumokkal. Néhány kódex európai szójegyzékeket tartalmaz, amelyek megkönnyítik a kolumbusz előtti időszak kódexeinek fordítását. Más kódexekben az ábécé írástípusa váltotta fel a hagyományos képírást. Csak a bennszülött szerzők alkalmazták ezt a hibrid írástípust, a spanyolok szigorúan európai írásmódokat használtak, tükrözve hódító szerepüket. A kódexek szerepe is megváltozott ebben az időszakban; rituális és jóslási szerpük eltűnt, míg a genealógiai és kulturális feljegyzéseket megőrizték. Új műfajok alakultak ki a spanyolok támogatásának eredményeként, mivel ők bízták meg a mixték szerzőket, hogy rögzítsék az emberekről és múltjukról szóló információkat.
A mixték feljegyzéseket nemcsak a gyarmati hatalom eszközeként szolgáltak, hanem elfogadott jogi dokumentumok is voltak. A gyarmati időszakban a mixték írott szövegeket az örökletes nemesség földigényeinek dokumentálására és igazolására, valamint a mixték kultúra megőrzésére és fenntartására használták. Az eredetmítoszokat továbbra is rögzítették a genealógiai feljegyzések részeként. Az egyház, tudva a kódexekben rögzített vallási motívumokról és teremtésmítoszokról, sokukat elkobozta és megsemmisítette; úgy gondolják, hogy a gyarmati időszak előtt sokkal több kódex létezett.

## Naptár
A legtöbb más közép-amerikai őslakos kultúrához hasonlóan a mixtékeknek is volt egy 260 napos szent naptára. A naptár napjait a mixték írásban egy szám, az úgynevezett együttható, és egy bizonyos jel kombinációjával ábrázolták. Az együttható száma 1 és 13 között mozog, míg a jelek száma 20, a krokodiltól a virágig. A naptár úgy működik, hogy a számok és a jelek párhuzamosan haladnak, az első a krokodil, majd a két szél és a három ház következik. A tizenhárom nád után azonban a szám visszaáll, és a következő jel (amely ekkor a Jaguár) egy együtthatót kap. A hét virág elérésekor azonban a jelek visszaállnak, de az együttható tovább emelkedik, így nyolc krokodil lesz. Az évek a mixték naptárban másképp működtek, és csak négy jel volt használatos a tényleges évhosszúságok jelölésére: nyúl, nád, kovakő, ház. Ezek a jelek tették lehetővé, hogy a mixtékek történelmét egészen 940-ig visszavezessék, mert a mixtékek sok fontos eseményt ezekkel a jelekkel és együtthatókkal jegyeztek le.

## Napjainkban
Napjainkban a mixték kódexeket a mixtékek és a régió néprajzi történelmének szempontjából tanulmányozzák. Az ezekből a kódexekből gyűjtött néprajzi adatok felhasználhatók és összehasonlíthatók más őslakos szövegekkel és európai feljegyzésekkel, valamint a posztklasszikus és gyarmati időszak régészeti adataival. Ezen anyagok mellett a kutatók figyelembe veszik a kódexekben szereplő területeken élő mixtékek szájhagyományait is. A szóbeli források vizsgálata teljesebb képet ad a kódexek által hordozott információkról és történetekről, mivel azokat gyakran szavalásokhoz és felolvasásokhoz használták.
A 20. században a hagyományos írástudás a reneszánszát élte Mexikóban, ami egybeesett a mexikói forradalom, a nemzeti identitás és egység témájának felmerülésével. Ma a mixték nyelvet körülbelül félmillióan beszélik Mexikóban és az Egyesült Államokban. A nyelvészek, antropológusok és maguk a mixtékek erőfeszítései segítik a nyelv megőrzését a spanyol és az angol nyelv térhódítása ellenére. A kódexek és az általuk képviselt hagyományok megőrzése a modern időkben segít a mixtékeknek megőrizni és visszaszerezni történelmi hagyományaikat, kultúrájukat és identitásukat.

## Fordítás
Ez a szócikk részben vagy egészben  a   Mixtec writing című angol Wikipédia-szócikk ezen változatának fordításán alapul.  Az eredeti cikk szerkesztőit annak laptörténete sorolja fel. Ez a jelzés csupán a megfogalmazás eredetét és a szerzői jogokat jelzi, nem szolgál a cikkben szereplő információk forrásmegjelöléseként.